# Успенский собор (Будапешт)
Собор Успения Пресвятой Богородицы, Успе́нский собо́р (венг. Istenszülő elhunyta Nagyboldogasszony-székesegyház) — кафедральный собор Будапештской и Венгерской епархии Русской православной церкви. Расположен по адресу: 1052 Budapest, Petőfi tér 2. В настоящее время при соборе существует два прихода: венгерский и русский. Настоятелем Успенского собора является правящий архиерей Венгерской епархии. Большая часть икон Успенского собора сохранилась с XIX столетия.

## История
В 1791 году община греков и македоно-влахов, проживавших в Пеште, приобрела участок земли в престижном районе города, недалеко от Дуная. Строительство храма началось безотлагательно, в том же году. И продолжалось целое десятилетие. В самом начале XIX века — в 1801 году — новая церковь была освящена епископом Будимским Дионисием (Поповичем), много лет прослужившим до этого в Белграде.
В 1870-е годы архитектор Миклош Ибль переделал фасад и башню Успенского собора, таким образом собор приобрёл современный вид.

Набережная и храм в 1890 году

Богослужение в храме изначально совершалось на греческом языке, который уже в XIX веке прихожане постепенно переставали понимать. Всё это время храм находился в ведении сербского Будимского епископа.
В первой трети XX века, после отъезда части греков и влахов и ассимиляции большинства тех, кто остался в Будапеште, к названию прихода было добавлено слово «венгерский» число членов прихода сократилось. Кроме того, в 1931 году приход вместо греко-восточного (так по австро-венгерскому закону 1868 года, называли всех православных — вне зависимости от национальной и юрисдикционной принадлежности) стал именоваться венгерским греко-восточным.
В 1930-х и 1940-х годах приход пребывал в поисках церковной юрисдикции, которая дала бы возможность совершать богослужение на венгерском языке. C этой целью велись переговоры с Константинопольским патриархатом, не увенчавшиеся успехом.
Храм пострадал во время Второй мировой войны, лишившись одной из своих башен.
В 1944 году, приходской совет предоставил возможность венгероязычной общине во имя святителя Иоанна Златоуста совершать богослужения в соборе. После окончания войны греческий настоятель собора архимандрит Иларион (Васдекас) покинул Венгрию, уехав в Лондон. Управление собором фактически перешло в руки настоятеля венгерской общины — иерея Иоанна Варью, венгра по национальности.
С 1945 года представители прихода неоднократно обращались к патриарху Московскому и всея Руси Алексию I с просьбой принять приход в юрисдикцию Московского патриархата. В 1949 году было сформировано Венгерское благочиние Московского патриархата, а в 1950 году Успенский собор и ещё несколько венгерских приходов были окончательно приняты в юрисдикцию Русской Православной Церкви. С того времени богослужения стали совершаться на венгерском языке.
С образованием Будапештской и Венгерской епархии Московского патриархата в 2000 году храм становится её кафедральным собором.
25 августа 2001 года русскоязычные верующие обратились к епископу Павлу (Пономарёву), правящему архиерею Венгерской епархии с прошением о создании нового русского прихода в Будапеште в Успенском соборе.
28 марта 2002 года епископ Павел подписал указ о создании нового русского прихода, который стал называться русским приходом во имя Святой Троицы. После этого в соборе начинают проводиться богослужения по юлианскому церковному календарю. Собор делят два прихода — венгерский Успенский и русский во имя Святой Троицы. Попытки выстроить отдельный храм для русской общины не осуществились из-за начавшегося судебного процесса, на которой ушли силы и средства небольшой Венгерской епархии.

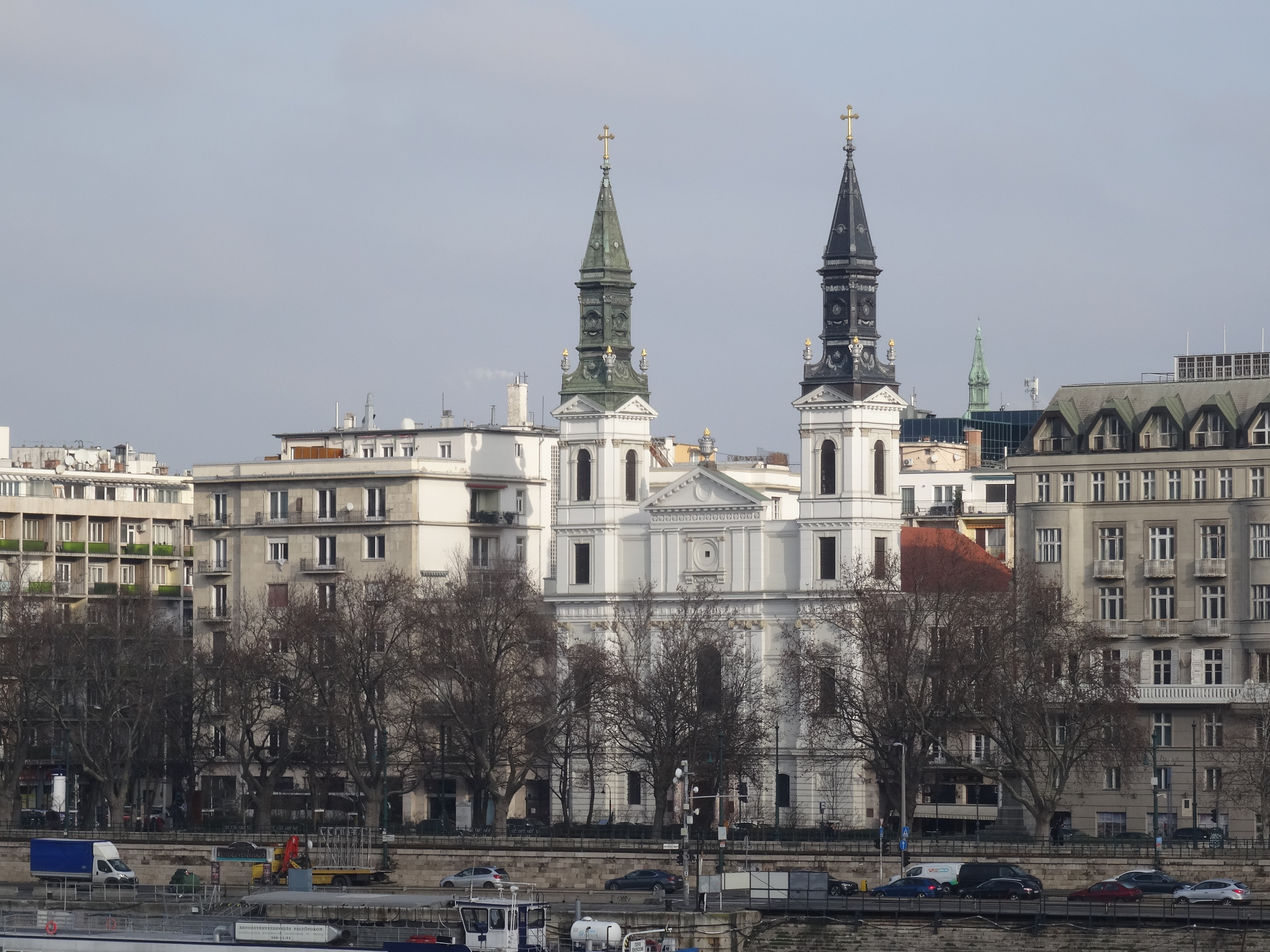
Собор после реконструкции

В 1995 году в Венгрии был зарегистрирован экзархат Константинопольского патриархата, который предъявил претензии на собор. В 2001 году митрополитом Австрийским Михаилом (Стаикосом), экзархом Константинопольского патриархата в Венгрии, был начат судебный процесс с целью отсудить собор. 18 мая 2004 года Столичный суд Будапешта вынес решение, согласно которому иск Венгерского экзархата Константинопольского патриархата был отклонён за отсутствием доказательств со стороны истца, каковое решение суда было впоследствии подтверждено Верховным судом Венгерской Республики
В 2006—2009 годах, при епископе Венском и Австрийском Иларионе (Алфееве), были проведены первоэтапные работы по реставрации, однако закончить их не удалось. В 2016 году Венгерской епархии удалось согласовать выделение средств на вторую (завершающую) часть работ.
24 октября 2016 года в соборе управляющий Венгерской епархией епископ Подольский Тихон и госсекретарь Министерства национальных ресурсов Венгрии Миклош Шолтес подписали договор о выделении ста миллионов венгерских форинтов Венгерской православной епархии Русской Православной Церкви для реставрации разрушенной башни собора.
В 2017 году правительство Венгрии выделило более 7,5 миллионов евро на реставрацию храмов Будапештско-Венгерской епархии Московского патриархата, включая Успенский собор.

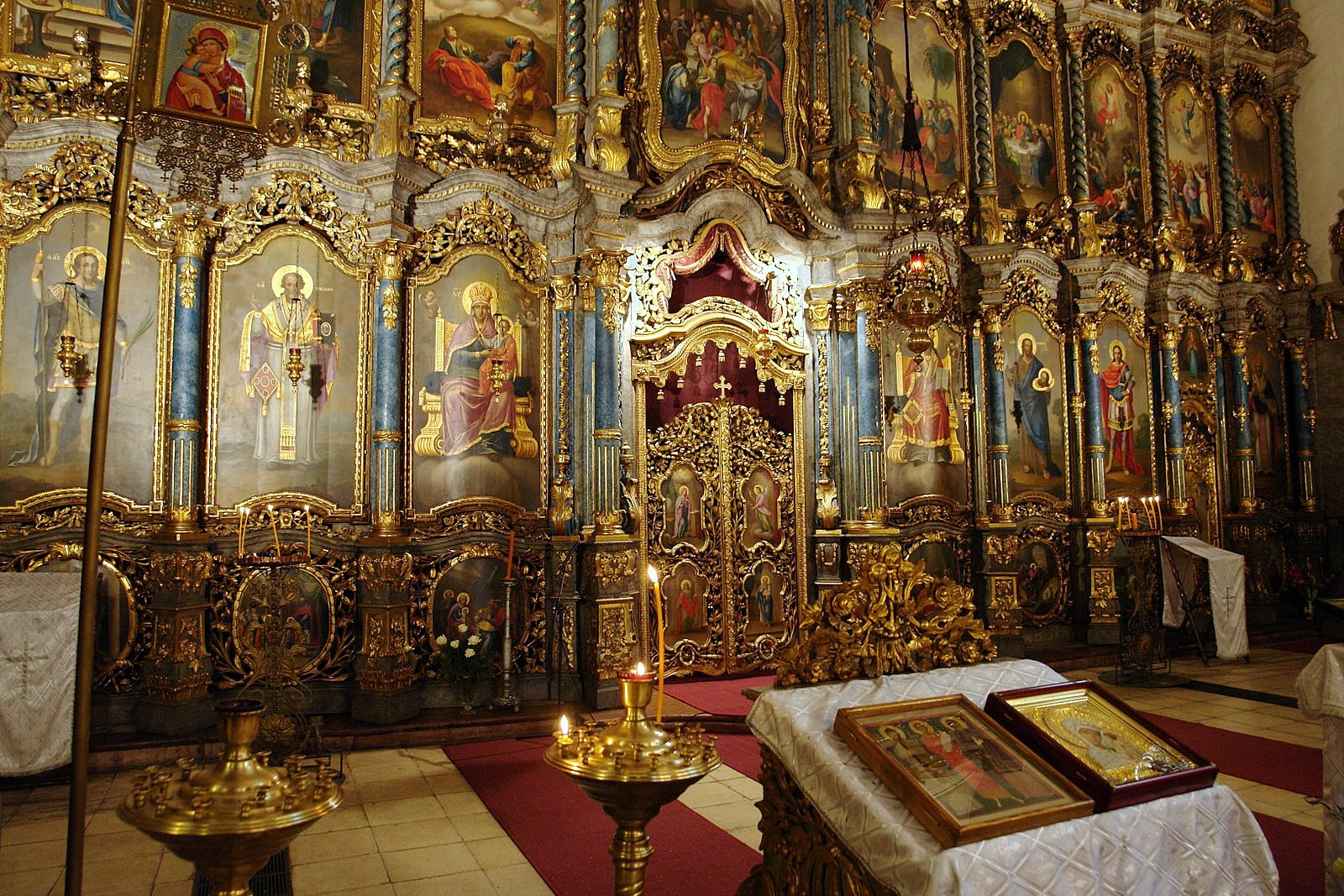

## Настоятели
- архимандрит Иларион (Васдекас) (1945—1946)
- иерей Иоанн Варью (1949—1954)
- протопресвитер Фериз Берки (1954—2006)
- епископ Иларион (Алфеев) (2006—2009)
- архиепископ Марк (Головков) (2009—2015)
- епископ Тихон (Зайцев) (2015—2022)
- митрополит Иларион (Алфеев) (2022—2024)